# Dona nobis pacem
Dona nobis pacem (Latijn voor Geef ons vrede) is de laatste zin uit het Agnus Dei, een van de vaste gebeden in het Latijn uit de katholieke mis.

## Beschrijving
De uitdrukking, afzonderlijk beschouwd, is gebruikt in een aantal muziekwerken, waaronder de volgende:
- Dona nobis pacem (canon), compositie toegeschreven aan Mozart, maar zonder bewijs.
- Dona nobis pacem (Vasks)
- Dona nobis pacem (Vaughan Williams)